# Camp d'internament de Frongoch
El camp d'internament de Frongoch (en anglès Frongoch internment camp), situat a Frongoch (Merionethshire, Gal·les), va ser un camp d'internament que va funcionar durant la primera guerra mundial. Fins al 1916, va allotjar presoners de guerra alemanys, emplaçats en una destil·leria abandonada i en unes simples cabanes, però després de l'alçament de Pasqua d'aquell any, els alemanys foren traslladats, i l'emplaçament es va fer servir per internar aproximadament 1.800 presoners irlandesos, entre els que es trobaven individus molt coneguts per exemle Michael Collins o el futur actor de Hollywood Arthur Shields, als quals se'ls va concedir la consideració de presoners de guerra. Molta gent creu, erròniament, que Éamon de Valera també va estar tancat a Frongoch.
A causa de la gran quantitat de presoners, el camp va esdevenir terreny fèrtil per escampar els ideals revolucionaris dels rebels irlandesos, amb organitzadors inspirats com Michael Collins, que donaven classes de tàctiques guerrilleres. Posteriorment, el camp va passar a ser conegut com a ollscoil na réabhlóide («la Universitat de la Revolució»).
Lord Decies fou nomenat cap censor de premsa per Irlanda després de l'alçament i es va donar avís a la premsa que havia d'anar amb compte amb el què publicava. Cork Free Press, de William O'Brien, va ser un dels primers diaris en ser prohibit sota la Llei de Defensa del Reialme de 1914 (regulacions DORA, per les sigles en anglès), després que el seu editor republicà, Frank Gallagher, acusés les autoritats britàniques de mentir sobre les condicions i situació dels presos republicans al camp.
El camp es va buidar el desembre del 1916 quan David Lloyd George va substituir H. H. Asquith com a primer ministre.

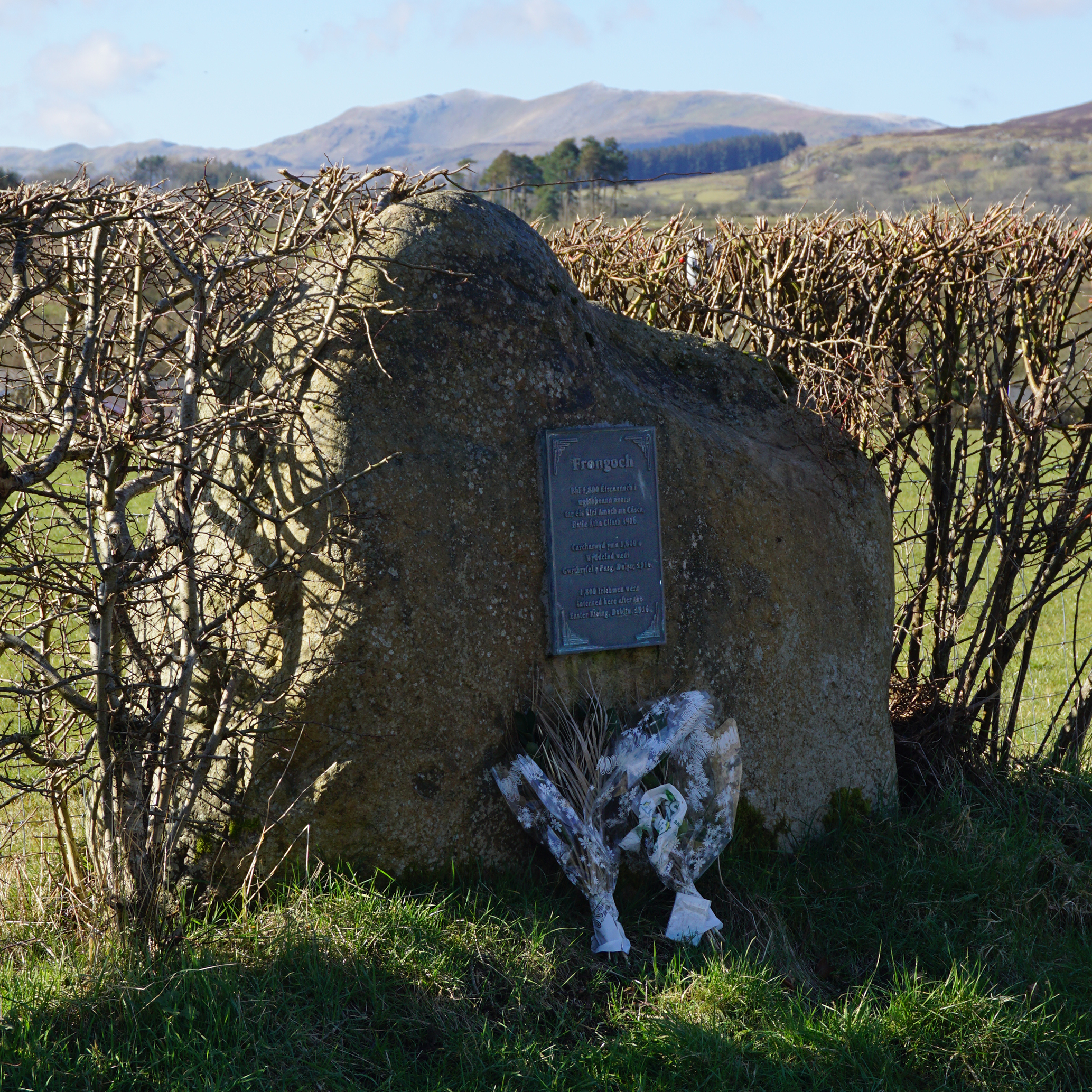
Fita commemorativa i placa a Frongoch, al costat de la carretera A4212

L'escola local Ysgol Bro Tryweryn està construïda a l'emplaçament de l'antic camp, tot i que hi ha una placa commemorativa al costat, amb inscripcions en irlandès, gal·lès i anglès.
El 2016, en el centenari de l'internament dels presos irlandesos a Frongoch, la comunitat local va organitzar diversos esdeveniments commemoratius i es van publicar diversos articles sobre la història del campament.